# I'm Henry the Eighth, I Am
"I'm Henry the Eighth, I Am" är en brittisk varietésång från 1910 som sjöngs av Fred Murray och R.P. Weston. Den var varietéstjärnan Harry Champions signaturmelodi. I den välkända refrängen förklarar Henry att hans fru varit gift sju gånger tidigare, alla gånger med män vid namn Henry: 
I'm Henry the Eighth, I am! 

Henry the Eighth I am! I am!

I got married to the widow next door,

She's been married seven times before.

Every one was a Henry

She wouldn't have a Willie or a Sam

I'm her eighth old man named Henry

Henry the Eighth I am.

Sången sjungs ofta med cockneyuttal; "I'm 'er eyeth ol' man nymed 'Enry." 
Den gjordes populär för nästa generation av Herman's Hermits 1965 på deras album Herman's Hermits On Tour. Herman's Hermits utelämnade verserna och upprepade istället refrängen om och omigen. Enligt en historia ska Hermits sångare Peter Noone helt enkelt ha glömt texten och ropat "Andra versen, samma som den första". Låten toppade de amerikanska topplistorna, men betraktades som för gammalmodig för att släppas i Storbritannien. 
I filmen Ghost (1990) plågar Sam (Patrick Swayze) mediet Oda Mae Brown (Whoopi Goldberg) att gå hans ärenden genom att sjunga refrängen till "I'm Henry the Eighth I Am" om och igen. Den användes även i filmen Titta vem som snackar nu! (1993).